# Participantes Independientes en los Juegos Olímpicos
Los Participantes Independientes son un equipo que compitieron en los Juegos Olímpicos sin representar a su país, bien porque éste no está reconocido o se encuentra sancionado.

## Códigos Olímpicos
| Edición             | Nombre                                 | Código |
| ------------------- | -------------------------------------- | ------ |
| Barcelona 1992      | Participantes Olímpicos Independientes | IOP    |
| Sídney 2000         | Atletas Olímpicos Individuales         | IOA    |
| Londres 2012        | Atletas Olímpicos Independientes       | IOA    |
| Río de Janeiro 2016 | Atletas Olímpicos Independientes       | IOA    |
| Río de Janeiro 2016 | Equipo Olímpico de Atletas Refugiados  | ROT    |
| Pyeongchang 2018    | Atletas Olímpicos de Rusia             | OAR    |
| Tokio 2020          | Atletas rusos                          | ROC    |

## Juegos Olímpicos de Barcelona 1992
Durante la celebración de los Juegos Olímpicos de Barcelona 1992, Yugoslavia se encontraba sancionada por Naciones Unidas debido a las Guerras yugoslavas, y sus atletas no podían participar en competiciones internacionales. El equipo de los Participantes Olímpicos Independientes estuvo formado en aquella ocasión por deportistas de la República Federal de Yugoslavia y de la República de Macedonia (hoy, Macedonia del Norte).
| Evento         | Oro | Plata | Bronce | Total |
| -------------- | --- | ----- | ------ | ----- |
| Barcelona 1992 | 0   | 1     | 2      | 3     |
| TOTAL          | 0   | 1     | 2      | 3     |

| Evento | Oro | Plata | Bronce | Total |
| ------ | --- | ----- | ------ | ----- |
| Tiro   | 0   | 1     | 2      | 3     |
| TOTAL  | 0   | 1     | 2      | 3     |

## Juegos Olímpicos de Sídney 2000
En los Juegos Olímpicos de Sídney 2000, se designaron como Atletas Olímpicos Individuales a los cuatro deportistas de Timor Oriental.
Medallero por edición
| Evento      | Oro | Plata | Bronce | Total |
| ----------- | --- | ----- | ------ | ----- |
| Sídney 2000 | 0   | 0     | 0      | 0     |
| TOTAL       | 0   | 0     | 0      | 0     |

## Juegos Olímpicos de Londres 2012
En el año 2011 fue disuelto el Comité Olímpico de las Antillas Neerlandesas tras la desaparición de dicha colonia Neerlandesa, ocurrida en 2010. Sin embargo, los atletas de la ex Antilla Neerlandesa de Curazao, así como un atleta de Sudán del Sur, compiten como Atletas Olímpicos Independientes. Asimismo, los deportistas de las antiguas Antillas Neerlandesas tenían la opción de competir bajo la bandera de Países Bajos (como por ejemplo Churandy Martina) o bajo la bandera de Aruba.
Medallero por edición
| Evento       | Oro | Plata | Bronce | Total |
| ------------ | --- | ----- | ------ | ----- |
| Londres 2012 | 0   | 0     | 0      | 0     |
| TOTAL        | 0   | 0     | 0      | 0     |

## Juegos Olímpicos de Río de Janeiro 2016

### Atletas Olímpicos Independientes
El equipo estuvo conformado por deportistas de Kuwait que compitieron bajo la bandera olímpica, ya que el Comité Olímpico de Kuwait fue suspendido por el Comité Olímpico Internacional debido a la interferencia gubernamental. Participaron un total de nueve deportistas: cinco en tiro, tres en natación y uno en esgrima.
| Evento              | Oro | Plata | Bronce | Total |
| ------------------- | --- | ----- | ------ | ----- |
| Río de Janeiro 2016 | 1   | 0     | 1      | 2     |
| TOTAL               | 1   | 0     | 1      | 2     |

| Evento | Oro | Plata | Bronce | Total |
| ------ | --- | ----- | ------ | ----- |
| Tiro   | 1   | 0     | 1      | 2     |
| TOTAL  | 1   | 0     | 1      | 2     |

### Equipo Olímpico de Atletas Refugiados
El equipo estuvo formado por cinco deportistas de Sudán del Sur (atletismo), dos de la República Democrática del Congo (yudo), dos de Siria (natación) y uno de Etiopía (atletismo).
Medallero por edición
| Evento              | Oro | Plata | Bronce | Total |
| ------------------- | --- | ----- | ------ | ----- |
| Río de Janeiro 2016 | 0   | 0     | 0      | 0     |
| TOTAL               | 0   | 0     | 0      | 0     |

## Juegos Olímpicos de Pyeongchang 2018
El 5 de diciembre de 2017, el COI anunció la suspensión del Comité Olímpico Ruso y su exclusión de los Juegos Olímpicos de Pyeongchang 2018 debido al sistema planificado de dopaje acontecido en Sochi 2014, en el que diversas autoridades rusas estuvieron involucradas. Pero permitió la participación de deportistas de nacionalidad rusa que no hubieran estado involucrados en ese sistema y que demostraron haber superado controles antidopaje independientes antes del inicio de los Juegos. Compitieron bajo el nombre de Atletas Olímpicos de Rusia.
| Evento           | Oro | Plata | Bronce | Total |
| ---------------- | --- | ----- | ------ | ----- |
| Pyeongchang 2018 | 2   | 6     | 9      | 17    |
| TOTAL            | 2   | 6     | 9      | 17    |

| Evento                  | Oro | Plata | Bronce | Total |
| ----------------------- | --- | ----- | ------ | ----- |
| Esquí acrobático        | 0   | 0     | 2      | 2     |
| Esquí de fondo          | 0   | 3     | 5      | 8     |
| Hockey sobre hielo      | 1   | 0     | 0      | 1     |
| Patinaje artístico      | 1   | 2     | 0      | 3     |
| Patinaje de velocidad   | 0   | 0     | 1      | 1     |
| Patinaje en pista corta | 0   | 0     | 1      | 1     |
| Skeleton                | 0   | 1     | 0      | 1     |
| TOTAL                   | 2   | 6     | 9      | 17    |

## Juegos Olímpicos de Tokio 2020
El 9 de diciembre de 2019, la Agencia Mundial Antidopaje (AMA) decidió excluir a Rusia de las competiciones olímpicas por cuatro años en represalia al escándalo por dopaje en el deporte ruso. El Tribunal de Arbitraje Deportivo, al revisar la apelación de Rusia de su caso ante la AMA, dictaminó el 17 de diciembre de 2020 reducir la sanción impuesta por la AMA. En lugar de prohibir a Rusia participar en eventos deportivos, el fallo permitió a Rusia participar en los Juegos Olímpicos y otros eventos internacionales, pero durante un período de dos años el equipo no puede usar el nombre, la bandera o el himno ruso y debe presentarse como «Atleta neutral» o «Equipo neutral». El 19 de febrero de 2021, se anunció que Rusia competiría en los Olímpicos de Tokio bajo el acrónimo «ROC» por el nombre en inglés del Comité Olímpico Ruso.

## Juegos Olímpicos de París 2024
Cindy Ngamba ganó la primera medalla de la historia para el equipo de refugiados, la cual fue de bronce en boxeo. 